# Мёртвая зона (роман)
«Мёртвая зона» (англ. The Dead Zone) — роман американского писателя Стивена Кинга, написанный в жанре политического триллера с элементами детектива, драмы и ужасов, впервые опубликованный в 1979 году издательством Viking Press. Это был пятый изданный роман Кинга и первое произведение автора, достигшее лидирующей позиции в списке бестселлеров года газеты The New York Times. Согласно основной сюжетной линии, школьный учитель Джон Смит после пробуждения от почти пятилетнего пребывания в коме после автомобильной аварии обнаруживает у себя способности к ясновидению и в ходе повествования он встречается с политиком Грегори Стилсоном, который, согласно видению Джона, развяжет Третью мировую войну.
Идея «Мёртвой зоны» возникла из мысли о том, что политический убийца может быть прав. По сути писатель хотел поменять отношение общества к «человеку с винтовкой» после гибели Джона Кеннеди. Посыл произведения в каком-то плане оправдывал убийство. Кинг очень гордился этой работой, несмотря на некую «запланированность» сюжета, считая её своим первым настоящим романом. По замыслу Кинга, облик главного героя сводился к простому «парню из народа», в то время как основной антагонист должен был выглядеть пугающим и мерзким. Политический образ Грегори Стилсона восходит к Ричарду Никсону.
Литературные критики относили «Мёртвую зону» к числу лучших произведений Стивена Кинга. К достоинствам романа они причисляли архетипичного антагониста, уверенное повествование без фальшивых нот и провисаний сюжета, небольшой объём и кинематографичность. Одна из центральных тем произведения — назревающая политическая катастрофа. Успех книги укрепил репутацию автора. Роман был номинирован на премию «Локус» за лучший роман фэнтези.
Роман был дважды экранизирован: в формате кинофильма режиссёром Дэвидом Кроненбергом в 1983 году и в формате одноимённого телесериала, который транслировался телеканалом USA Network в период с 2002 по 2007 годы.

## Сюжет
Пролог представляет двух персонажей — 6-летнего мальчика Джонни Смита, получившего травму головы во время катания на коньках:11, и 22-летнего продавца Библий Грегори Стилсона, страдающего эмоциональными проблемами и мечтающего о величии.
В 1970 году 23-летний Джон Смит живёт в Восточном Мэне и работает школьным учителем. Джон приглашает свою девушку Сару Брэкнелл в парк аттракционов, где неожиданно демонстрирует феноменальное везение при игре на «Колесе фортуны», выиграв 500 долларов. Возвращаясь тем же вечером домой на такси, Джон попадает в автокатастрофу и впадает в кому на 4,5 года. Герберт Смит (отец Джона) и Сара (которая через 2 года вышла замуж за политика Уолтера Хазлетта) постепенно потеряли надежду на возвращение Джона, в которое верила только его мать Вера (одержимая религиозными идеями). Очнувшись в мае 1975 года, Джон обнаруживает в себе сверхъестественные способности — дар ясновидения; Джон может увидеть многое недоступное обычным людям во время кратких «озарений», но при этом один участок его мозга («мёртвая зона») для него закрыт — он не помнит некоторые географические объекты, даты и числа. В первые дни после выхода из комы Джон предсказывает благоприятный успех операции сыну одной из медсестёр и сообщает своему лечащему врачу Сэмюэлу Вейзаку, что его мать, потерянная во время войны, всё ещё жива.
После выздоровления Джон Смит возобновляет преподавание, а о его способностях печатают в газетах и в это же время у Джона появляются сильные головные боли. Репортёр журнала «Inside View» Ричард Диз печатает компрометирующую статью о том, что все способности Джона Смита — надувательство. Вскоре Вера Смит (мать Джона) умирает, но перед смертью успевает сказать сыну, что Бог дал ему необычный дар для того, чтобы он исполнил некую миссию. Джон пытается жить обычной жизнью, но вскоре к нему обращается шериф города Касл-Рок  Джордж Баннерман, который просит помочь ему в поисках серийного убийцы. Используя свой дар, Джон выясняет, что маньяком является полицейский Франклин Додд, но незадолго до ареста он кончает жизнь самоубийством; перед этим он признаётся в совершённых убийствах. Грегори Стилсон в это же время становится успешным бизнесменом и избирается мэром города Риджуэй (штат Нью-Гэмпшир). Шантажируя одного из бизнесменов и вымогая деньги, Стилсон в 1976 году попадает в Палату представителей США.
Репутация Джона Смита становится «слишком спорной», и ему приходится уволиться из школы. Джон переезжает в Нью-Гэмпшир и устраивается на работу в качестве наставника для Чарльза Четсуорта — сына богатых родителей. Постепенно Джон начинает проявлять интерес к политике, и его обуревает чувство беспокойства, когда он видит митинг, в котором участвует Грегори Стилсон. На митинге Джон встречает Джимми Картера и после рукопожатия предсказывает ему, что он станет Президентом США, но после того, как Джон жмёт руку Стилсону, он видит, как тот развязывает Третью мировую войну с использованием ядерного оружия. Здоровье Джона ухудшается, он ищет способы предотвращения президентства Стилсона и думает о смерти Адольфа Гитлера в 1932 году, если бы путешествия во времени были бы возможны:86; также у Джона возникает отвращение к идее убийства Стилсона, но он чувствует, что у него ещё есть время в запасе. В мае 1977 года, испытав новое видение, Джон предостерегает Чарльза от похода на школьный бал в ресторан «Кэти» в Сомерсворте, который должен сгореть из-за удара молнии. Роджер Четсуорт (отец Чарльза), скептически относящийся к словам Джона, с трудом соглашается и разрешает провести вечеринку у себя дома. Праздник вскоре омрачается новостями о гибели в пожаре 81 школьника, которые всё же решили провести бал в ресторане «Кэти».
В марте 1978 года Джон Смит узнаёт, что агент ФБР Эдгар Лэнкти, расследовавший происшествия, связанные со Стилсоном, погиб от взрыва в заминированном автомобиле. После этого Джон переезжает в Финикс (штат Аризона), где устраивается в местный департамент общественных работ специалистом технического обслуживания дорог. Он узнаёт, что его головные боли вызваны опухолью мозга:11 и что жить ему осталось несколько месяцев; после этого Джон понимает, что мог бы спасти всех детей из школы Чарльза, но не сделал этого из-за того, что несерьёзно отнёсся к своему видению.
Джон отказывается от хирургического вмешательства и покупает винтовку, из которой он планирует убить Стилсона. В январе 1979 года на встрече Грегори Стилсона с избирателями в Джексоне Джон стреляет в политика, но промахивается. Во время стрельбы Стилсон хватает маленького ребёнка и прикрывается им как живым щитом; репортёр Стюарт Клоусон в этот момент успевает сделать фотографию политика. Джон, раненый выстрелами телохранителей Стилсона, падает с балкона на пол и ломает обе ноги и позвоночник; перед смертью он касается Стилсона в последний раз и убеждается, что его политическая карьера разрушена и страшное будущее предотвращено:126—127.
В финале романа на могилу Джона Смита приезжает его бывшая возлюбленная Сара Хазлетт и оплакивает его:90.

## Создание романа

### Написание

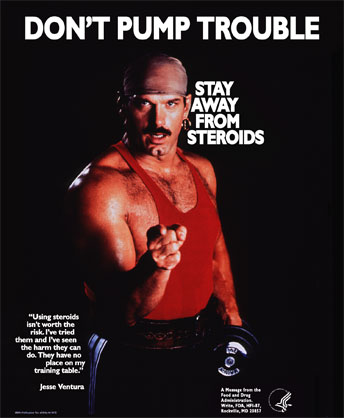
Стивен Кинг сравнивал предвыборную агитацию Грегори Стилсона с кампанией, проведённой Джесси Вентурой в борьбе за пост губернатора штата Миннесота

Замысел романа был навеян Уотергейским скандалом:126-127. Писатель называл «Мёртвую зону» своим первым настоящим романом с серьёзным сюжетом и подсюжетами:168, и реальной историей со слоистой и тематической структурой. Это мнение не изменил выход множества романов годы спустя.
Именно в этом романе действие впервые разворачивается в Касл-Роке (штат Мэн), который был списан с Дарема и Лисбон-Фоллза:168, типичных городков Новой Англии. И тот, и другой были основаны в конце XVIII века, их население составляет около 4000 человек, большинство жителей принадлежит к среднему классу. Само название вымышленного города было позаимствовано либо у скалистой части острова из романа «Повелителя мух» Уильяма Голдинга:168, либо из одноимённой песни Фрэнка Синатры:125. В своих мемуарах «Как писать книги» Стивен Кинг относил произведение к числу романов с запланированным сюжетом, практически единственной работой такого плана, которая ему нравилась: «Я очень горжусь этой книгой. Она повествует о серьёзных вещах — политической структуре и настрое Америки»:57.
Финал романа напоминал реальный случай, произошедший в 1935 году, когда 29-летний врач Карл Вайс застрелил кандидата в президенты США Хьюи Лонга, который многим напоминал Гитлера:126—127. Посыл романа в каком-то плане оправдывал политическое убийство, характеризуя его с положительной стороны. Одна из первичных идей романа, от которой отталкивался Кинг, — образ человека, способного видеть будущее. Роман был дописан к концу 1976 года:127. Как отмечали обозреватели, большая часть творчества писателя сосредоточена на превращении — милого сенбернара в убийцу, любящего отца в жестокого отца, а жителей города в вампиров. В какой-то мере это относилось и к самому Стивену Кингу, превращающему себя в «монстра» благодаря кокаину, трём галлонам пива в день и большому количеству денег. Для автора этот период творчества стал пиком алкогольно-наркотической зависимости — он путал имена персонажей, забывал о тех или иных героях; в романе подобных ошибок около тридцати:133.
Роман посвящён Оуэну Кингу, младшему сыну писателя:56.

### Персонажи
Роман возник из ответа на два вопроса: может ли политический убийца быть прав, и можно ли сделать его главным положительным героем романа? Со слов самого Кинга, «эти идеи вызвали к жизни политика с опасной нестабильностью, как мне казалось — человека, который карабкался по политической лестнице, показывая миру весёлое честное лицо парня из народа, очаровывая избирателей тем, что отказывался играть по обычным правилам игры». Джон Смит характеризовался Кингом как человек без притворств, средний американец, способный видеть будущее. После видения от рукопожатия со Стилсоном он предсказывает начало Третьей мировой войны и решает, что единственный способ предотвратить её — убить политика. Поставленная автором фабула казалась ему доведённой до крайности, объявленной вне закона. По его мнению, роман мог удастся только в том случае, если главный герой не станет «гипсовым святым». Автор подмечал параллели между Джоном Смитом и Джоном Коффи.
В противовес протагонисту Стилсон должен был выглядеть мерзким и пугающим как за счёт тяги к насилию, так и собственной убедительности. Читатель должен был думать, что у Грегори не все в порядке с психикой и что только Джон видит его истинную суть. В первых сценах романа Смит нормален и симпатичен — он катает свою девушку на карусели и всячески веселится на сельском празднике. Его отказ Саре в интимной близости до свадьбы должен был поспособствовать принятию читателем героя как человека искренне влюблённого и прямодушного, а его детское чувство юмора двояко — хэллоуинская маска также служит символом того, что после покушения на Стилсона окружающие будут считать Джона убийцей. По сути писатель хотел поменять отношение людей к «человеку с винтовкой» после смерти Джона Кеннеди. В интервью «Литературной газете» Кинг отмечал, что на облик Грегори Стилсона его натолкнула речь губернатора штата Мэн и предположение автора о возможном избрании губернатора президентом. Его описание как политического деятеля восходит к Ричарду Никсону:92:136. Спустя годы после написания Кинг и некоторые его поклонники проводили аналогии между Грегом Стилсоном и Дональдом Трампом.
Первая сцена романа должна была показать опасный характер Стилсона, умеющего хорошо маскироваться; в ней 22-летний Грегори в отсутствие наблюдателей брызжет в рычащую на него собаку слезоточивым газом и затем забивает её насмерть. Сцена была настолько реалистичной, что Кингу прислали множество писем, в котором читатели протестовали против писательской омерзительной жестокости к животным. В ответ на эти письма автор писал, что и собака, и персонаж ненастоящие, а сам писатель никогда не применял насилия по отношению к собакам. Сцены со Стилсоном и Смитом чередовались вплоть до финала, в котором всё решилось «само собой». Характеры определялись ходом сюжета, и забота автора состояла в том, чтобы оба вымышленных человека казались достоверными в свете того, что о них известно. 
Иногда негодяи сомневаются в себе (как бывает с Грегом Стилсоном), иногда они испытывают жалость (как Энни Уилкс). А иногда положительный герой пытается уклониться от правильного поступка, как Джонни Смит…, как сам Иисус Христос, если вспомнить молитву («Да минует меня чаша сия») в Гефсиманском саду. И если вы сделаете свою работу, ваши персонажи оживут и начнут действовать сами по себе.

### Отсылки
- Репортёр Ричард Диз также встречается в рассказе «Летающий в ночи[англ.]»[9]:232[13][21], а персонаж Дэвид Брайт — в романе «Томминокеры»[22][23].
- В романе также упоминается город Салемс-Лот из романа «Жребий»[24] и Кэрри Уайт из одноимённого романа[6]:9.
- В седьмом романе цикла «Тёмная Башня» робот Найджел читает это произведение[25] и характеризует его как «довольно приятное»[24].
- Пока Джон Смит находился в коме, Сара Брэкнелл жила на Флегг-Стрит (отсылка к Рэндаллу Флеггу, персонажу романов «Противостояние» и «Глаза дракона»)[17]; среди другой местности выделяется Харрисон-Бич, название которого перекликается со стихотворением «Хэрристон Стэйт Парк '68'»[26].
- Некоторые идеи, заложенные в романе, получили своё развитие в романе «11/22/63»[24][13] Стивена Кинга и романе «Двойной сеанс» (англ. Double Feature) Оуэна Кинга[27].
- Есть мнение, что Франклин Додд — серийный убийца «Попрыгунчик Джек» из рассказа «Земляничная весна»[6]:11. Также Франклин Додд вместе с шерифом Джорджем Баннерманом упоминаются в романах «Тёмная половина», «Нужные вещи»[14]:126 и «Куджо»[13], и по отдельности — в романе «Оно»[9]:259 и повести «Тело»[14]:126.

### Публикация
После того как писатель отдал роман в издательство «Doubleday», издатель потребовал сократить рукопись, и Кинг, не согласившись, забрал её обратно:127. Роман появился в продаже в августе 1979 года:407 и был выпущен издательством «Viking Press», с которым автор заключил гораздо более выгодный контракт. NAL сохранил права на издание романа в мягком переплёте.
Предполагалось, что первый тираж «Мёртвой зоны» составит 50 000 экземпляров:168.
Во время рекламного тура книги Кинг посетил 20 городов США. Первый приём был организован издателем в Нью-Йорке в «Таверне на Зелёной», расположенной в Центральном парке. Интервью чередовались с приёмом алкогольных напитков и похмельем. По окончании поездки Кинг сказал: «Это всё равно что принять участие в бою на подушках, где все подушки обработаны ядовитым газом»:168. Анализируя хронологию некоторых событий, критики считали роман «Куджо» продолжением:154 или «полупродолжением» «Мёртвой зоны». Права на публикацию романа с 2016 года принадлежат издательству «Scribner», с которым Кинг стал сотрудничать после издания романа «Мешок с костями».
Ещё до официальной даты выпуска книги «Мёртвая зона» разошлась тиражом в 110 000 экземпляров, а через 2 месяца этот показателей достиг 200 000 экземпляров. Книга стала пятым опубликованным романом писателя. В 1991 году роман, вместе с четырьмя другими произведениями Кинга, был переиздан в мягком переплёте с предисловием от Энн Сиддонс и изменённым цветовым оформлением. Изначально планировалось переиздать все книги автора в этом формате, но позже проект был заброшен. Произведение пытались запретить в средних и высших школах США из-за сцен насилия, сексуального подтекста и обсценной лексики. Впервые «Мёртвая зона» была переведена на русский язык Олегом Васильевым и Сергеем Таском в 1984 году. Роман был опубликован в трёх номерах журнала «Иностранная литература»:372. Литературоведом Вадимом Эрлихманом было отмечено «блестящее» качество этого перевода, не отступившего ни строчки от оригинала:194.

## Критика
Множество литературоведов причисляли «Мёртвую зону» к числу лучших романов Стивена Кинга:56-57. Произведение было номинировано на премию «Локус» за лучший роман фэнтези и Balrog Awards. По результатам голосования, организованного журналом «Rolling Stone», роман в десятке лучших произведений автора занял восьмое место, расположившись между повестью «Рита Хейуорт и спасение из Шоушенка» и романом «Зелёная миля». Он также достиг первого места в списке бестселлеров года газеты «The New York Times»:210. До того момента ни один роман автора не добирался до такой позиции. Всего в рейтинге роман продержался 32 недели. Успех романа укрепил репутацию писателя — его имя стало ещё больше ассоциироваться с мировым брендом:168. Конфликтология Америки 1970-х годов показала, что Кинг не только «творец „готических“ сенсаций», но и романист в позитивном смысле этого слова. В августе 1981 года в рейтинге «Publishers Weekly» впервые были представлены три книги писателя одновременно — «Воспламеняющая взглядом» в твёрдом переплете, «Мёртвая зона» и «Сияние» — в мягком переплёте:194. Книга стала бестселлером, журнал «Time» поставил её на шестое место в десятке книг автора, которым требуется продолжение. В СССР «Мёртвая зона» была крайне положительно воспринята за «обличение американской действительности», хотя обличительного пафоса в романе не было:126-127.
Некоторые советские авторы видели в романе центральную тему назревающей политической катастрофы — неуклонного движения США в сторону фашистского тоталитаризма, чреватого войной, могущей оказаться роковой для человечества, а также неотделимую от неё тематику гражданской ответственности американца за судьбу своей страны. Размеренная хроника провинциальных будней принимает очертания романа-предупреждения. В повествовании чувствуются нотки нетрадиционного детектива, элементы хоррора и пронзительной любовной истории, а также прослеживается критика американской политики. К достоинствам романа критики относили архетипичного кинговского антагониста, уверенное повествование без фальшивых нот и провисаний сюжета:29, компактность по сравнению с объёмами «Противостояния»:83 и отсутствие монстров как таковых. В «Мёртвой зоне» писатель возвращается к идее того, что удача — крайне ограниченный ресурс, окончание которого чревато страданием. Удача на «Колесе фортуны» оборачивается для Джона Смита аварией, писательская карьера самого Кинга чуть не оборвалась после того, как его сбила машина. Литературоведы видели сильное влияние на произведение творчества Рэя Брэдбери — карнавальная атмосфера навеяна романом «Надвигается беда» и сборником «Тёмный карнавал»:10. Также в качестве источника вдохновения называли немецкую сказку «Верный Иоганнес»:113. Города штата Мэн, в которых разворачивается основное действие, ощущаются как реалистичные с некоторой долей ксенофобии:14.

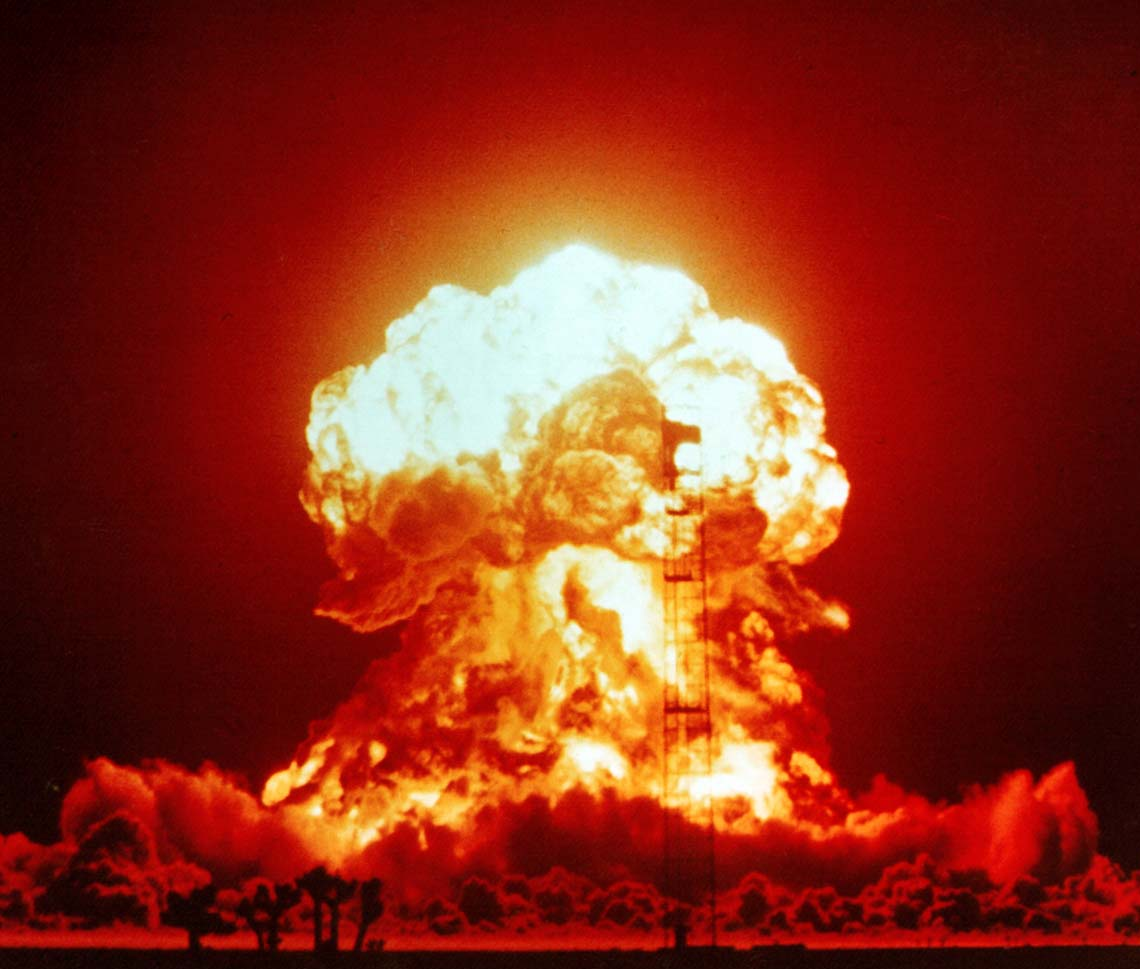
Ядерный апокалипсис, которого пытался избежать Джон Смит

Роман «Мёртвая зона» состоит из четырёх уровней восприятия — символического, исторического, личностно-психологического и политического:83. В упрощенно-архетипическом прочтении произведение видится как назидательная притча о противоборстве Добра и Зла в современном мире:126-127. На первый взгляд аллегорическая основа романа практически не ощущается из-за плотности деталей бытового пласта сюжета. Перед читателем предстаёт хроника провинциальной Америки с социальными болезнями: обнищанием фермерства, продажностью чиновников, коррумпированной полицией, опасной преступностью, и возрастающим в сознании рядовых граждан разочарованием в перспективах национальной истории. Структура романа некоторым обозревателям показалась странной, но в то же время обеспечивающей непредсказуемость и некую зловещесть. Пересечения с другими произведениями стали первой попыткой выйти за пределы жанра ужасов. Идея использования в тексте газетных статей и полицейских отчётов роднит произведение с романом «Кэрри». Финал романа характеризовался как «почти правдоподобный». Книга кинематографична, развлекательна и пессимистична:90. В центре повествования — личные испытания конкретного человека:83.
Главный герой характеризовался как воплощение обыденного, нескладного, долговязого интеллигента с самыми стандартными именем и фамилией. Именно такой персонаж способен распознавать зло на расстоянии и предполагать его масштабы. Критики отмечали схожесть некоторых моментов биографий героя с его создателем, вплоть до общего года рождения — 1947. «Второе зрение» Смита было мотивировано последними данными физиологии и биоэнергетики, что положительно оценивалось по сравнению с «квазинаучными сочинениями» других авторов того времени. Наличие психических сил ставит героя в один ряд с Кэрри Уайт, Дэнни Торрансом и Чарли Макги:11. Череда происшествий, с которыми сталкивался персонаж, имела одну сверхзадачу — определить истинное лицо Джона Смита как гуманиста, вооружённого «магией сверхчувственного провидения». Джона сравнивали с Дон Кихотом и Иисусом Христом:49. Его дар предвидения становится проклятием:86. Герой является своеобразной проекцией размышлений Кинга о судьбах собственного поколения, отмеченного выступлениями против войны во Вьетнаме. Убийство в романе предстаёт как ритуальное приношение себя в жертву, а не как акт террора. Джона Смита относили к числу самых положительных героев в творчестве писателя и считали миротворцем, желающим счастья другим людям.
Антагонист романа, Грегори Стилсон, до поры находится на периферии событий в разных социальных масках — торговца слова божьего, «отца» города, конгрессмена округа. Только ко второй части романа он выходит на передний план в образе «смеющегося тигра», зачаровывавшего обывателей политической демагогией. Образ персонажа, владеющего приёмами телепатического внушения, был отмечен как чуть более удачный, чем облик протагониста. Его поведение на протяжении романа жестоко, иррационально и нелепо:126-127. Стилсон — фашист в популистских одеждах. Стилсона в молодости Кинг рисует широкими мазками — высокомерным в предполагаемом превосходстве, трусом, хулиганом и демагогом в зародыше. Его ненависть проистекает из презрения в семье, что создаёт резкий контраст с любящими родителями Джона:86-87. Идентификация с тигром является символизмом Стилсона как зверя. Критики находили общие черты с Чиполло, героем-гипнотизёром из рассказа «Марио и волшебник» Томаса Манна, и главарём мятежников Джоном Фарсоном из цикла «Тёмная Башня».
В описании серийного убийцы Франклина Додда видится влияние Эдгара По:11:104 и произведения Джима Томпсона «Убийца внутри меня»:26. Хотя тема детства не является центральной в романе, отношения между родителями и детьми во многом определяет поведение героев и являются сетью страха и неполноценности. Так, мать Франклина учит ненавидеть и бояться его собственной сексуальности, что впоследствии выливается в отвращение к женщинам и серийные убийства:88-89. Франклин не главный герой этой истории, за весь роман он обменивается с Джоном Смитом только парой фраз. Остальные героини-матери занимают нейтральное (Шелли Четсуорт), слабое (г-жа Стилсон), либо деформированное положение (Вера Смит, Генриетта Додд). Вера движется в сторону культовых фундаменталистких убеждений, её поведение порой иррационально и сосредоточено на богоизбранности сына. Она отказывается от медицинских анализов, полностью положившись на «волю Господа»:88-89. Вера пополнила кинговскую сумасшедшую христианскую армию, в чьи ряды также входят миссис Кармоди («Туман») и Маргарет Уайт («Кэрри»). Образ матери Джона, возможно, был навеян религиозным воспитанием самого Кинга.

## Экранизации

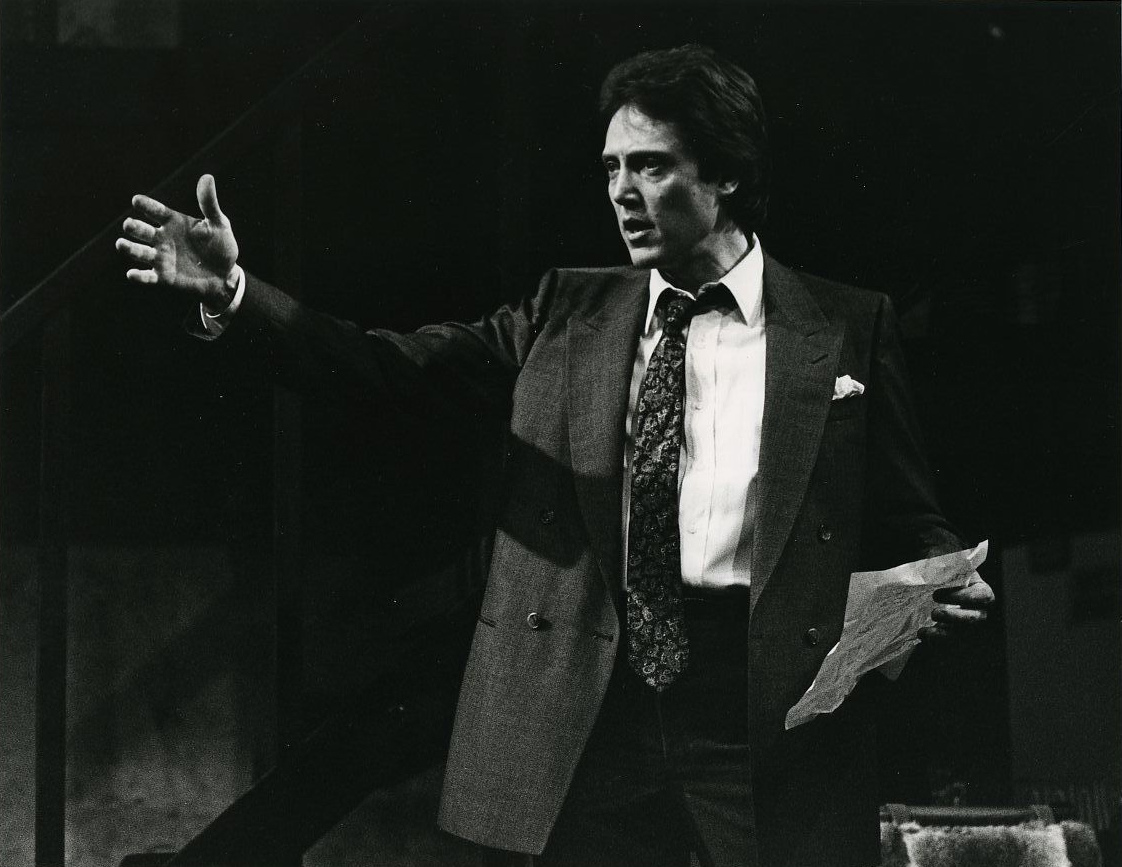
Кристофер Уокен в роли Джона Смита

### Фильм
Роман был экранизирован Дэвидом Кроненбергом в 1983 году:407. Кино жанрово приблизилось к научной фантастике:47. Адаптация была положительно воспринята писателем. Изначально на роль Джона Смита планировали взять Билла Мюррея, однако он не был утверждён из-за занятости в других проектах. Продюсер картины Дино Де Лаурентис предложил Кристофера Уокена, и он согласился. «На мой взгляд, Кристофер Уокен годился для роли Джонни — впрочем, как и любой другой популярный голливудский актер из тех, что приходили на ум», — говорил Кинг:212-213. Сценарий писателя, охарактеризованный как «ужасный», был отклонён режиссёром. Кроненберг говорил, что для того, чтобы оставаться преданным книге, нужно «предать её». Фильм получился меланхоличным, а хронология повествования была изменена — Грегори Стилсон появляется только в последней трети фильма, что работает на кульминацию, но из-за чего теряется подтекст персонажа:46. Фильм оказался финансово успешным и был хорошо принят критиками:212-213:123. Некоторые авторы причисляют его к числу лучших экранизаций, другие признают самым лирическим:265, самым точным и эффектным.

### Телесериал
В период с 2002 по 2007 год телеканал USA Network транслировал одноимённый телесериал с Энтони Майклом Холлом в главной роли, насчитывающий 80 эпизодов. Пилотная серия раскрывала историю Франклина Додда. Апокалиптичные планы Стилсона легли в основу другой серии. Некоторые детали повествования были изменены — в частности, Сара Брэкнелл забеременела от Джона Смита до аварии и вышла замуж за шерифа Джорджа Баннермана, пока Джон был в коме. Его сын также обладал даром предвидения. Брюс Льюис, физиотерапевт и советник Джона, был придуман специально для сериала и в романе не фигурировал. Сериал остался без полноценного финала, многие сюжетные линии так и не были завершены. Канал пытался сократить растущие затраты на производство, но в итоге решил отказаться от съёмок вовсе. Сыграли свою роль и рейтинги. Первая серия собрала у экранов 4 700 000 зрителей, в то время как премьера шестого сезона — 2 200 000 зрителей. Шон Пиллер и Ллойд Сиган, ответственные за адаптацию романа, впоследствии приступили к работе над сериалом «Хейвен».